# Crotaphatrema bornmuelleri
Espèce
Synonymes
- Herpele bornmuelleri Werner, 1899

Statut de conservation UICN

 DD  : Données insuffisantes
Crotaphatrema bornmuelleri est une espèce de gymnophiones de la famille des Scolecomorphidae.

## Répartition
Cette espèce est endémique des environs de Limbé dans le Sud-Ouest du Cameroun.

## Étymologie
Cette espèce est nommée en l'honneur du botaniste allemand Joseph Friedrich Nicolaus Bornmüller.

## Publication originale
- Werner, 1899 : Über Reptilien und Batrachier aus Togoland, Kamerum und Deutsch-Neu-Guinea. Verhandlungen der Zoologisch-Botanischen Gesellschaft in Wien, vol. 49, p. 132–157 (texte intégral).